# Campo Baixo
Campo Baixo est un village du Cap-Vert sur l’île de Cap-Vert.

## Démographie
Sa population est de 169 habitants.